# Yoryi Morel
Jorge Octavio Morel Tavárez cunoscut sub numele de Yoryi Morel (n. 1906, Santiago de los Caballeros, Santiago Province⁠(d), Republica Dominicană – d. 1979, Santiago de los Caballeros, Santiago Province⁠(d), Republica Dominicană) a fost un pictor, muzician și profesor dominican născut în Santiago de los Caballeros, Republica Dominicană. 
Lucrările lui Yoryi Morel sunt cunoscute pentru abilitatea de a capta esența vieții cotidiene în Republica Dominicană în secolul XX.
Jorge Octavio Morel Tavárez s-a născut în Santiago de los Caballeros, într-o familie de șapte copii, fiind fiul lui Enrique Morel Bocanegra și Ana Teresa Tavárez Cabreja. Tatăl său a fost un mic negustor de țesături și feronerie, iar magazinul său era situat pe Calle del Sol, la câteva străzi distanță de casa familiei de pe strada Las Piedras. 
De la o vârstă fragedă, Morel s-a dedicat artei, manifestându-și pasiunea prin desen și organizarea de spectacole de păpuși pe veranda casei sale, pentru ceilalți copii din cartier. În timp, el a început să exploreze pictura folosind cerneluri și culori realizate din materiale naturale, precum uleiul de in și extractele din bețișoare de campeche, care-i permiteau să creeze nuanțe bogate și vibrante.
La unsprezece ani, Morel a început să ia lecții de vioară cu Machilo Guzman, un reputat violonist, și a ajuns apoi să fie vioara a doua a orchestrei Filarmonicii din Santiago între vârstele de 17 și 20 de ani. Deși tatăl său își dorea ca Morel să urmeze o diplomă universitară în farmacie, acesta a preferat să se concentreze pe muzică și artă după absolvirea liceului. Deși Morel a fost ocazional îndrumat de Juan Bautista Gómez, originar din Santiago, este considerat în general un artist autodidact.
În 1927, la Santiago a avut loc o expoziție inter-antilenă; la expoziția de artă, au participat artiști din Cuba, Puerto Rico, Haiti și alți artiști din Republica Dominicană în afara de Morel. Abia când cunoscutul jurnalist Juan Batutista Lamarche a scris un articol despre artistul în vârstă de douăzeci și patru de ani, a început să se răspândească în toată țara entuziasmul și atenția pentru artistul de provincie.
Prima expoziție personală a lui Morel a avut loc la Santo Domingo, care pe atunci se numea Ciudad Trujillo, în 1932. În 1942, el a participat la prima ediție a bienalei de artă din Republica Dominicană, iar în 1952 a câștigat premiul întâi la cea de-a șasea ediție a bienalei. Astfel, Morel a devenit unul dintre cei mai apreciați și recunoscuți artiști din țara sa, cu o carieră impresionantă și o influență semnificativă asupra artei dominicane.
Morel și-a dedicat o bună parte din carieră predării artei în Republica Dominicană. Învățăturile sale au influențat mai multe generații de artiști dominicani, printre care se numără Clara Ledesma și Ney Cruz, un pictor costumbrist de frunte, cunoscut pentru peisajele, picturile de gen și portretele sale. Morel a fost și un bun prieten al altor artiști și scriitori dominicani, cum ar fi Juan Bosch, Celeste Woss y Gil, Tomas Hernández Franco, Vigil Díaz, Manuel Llanes și Aida Ibarra.

## Premii și distincții
Morel a primit numeroase premii și distincții pe parcursul carierei sale artistice. În 1948, a fost numit director adjunct al Școlii Naționale de Arte Frumoase, ceea ce a reflectat recunoașterea și respectul pe care îl avea în domeniul artei. Mai târziu, în 1973, el a fost onorat de guvernul dominican cu "Ordinul de Merit al lui Duarte, Sánchez și Mella" și cu rangul de "Caballero".
La 25 octombrie 2006, Congresul dominican l-a declarat pe Morel "Pintor Nacional" (pictor național), o distincție deosebită pentru contribuția lui semnificativă la dezvoltarea artei dominicane. Cu ocazia celei de-a 100-a aniversări a nașterii sale, două retrospective au fost organizate pentru a-i aduce un omagiu: Por los Caminos de Nuestra Expresión la Museo Bellapart din Santo Domingo în 2006 și Autonomía y Trascendencia la Centro León din Santiago de los Caballeros în 2007.

## Viața personală
Morel s-a căsătorit cu Ilonka Szabó, o unguroaică, fiica lui Károly Szabó și Szanet Czeglédy, cu care a avut trei copii: Jorge Enrique Morel Szabó (1946), Janos Laszlo Morel Szabó (1949) și Ilonka Morel Szabó (1954). În plus, el a avut două fiice dintr-o relație anterioară cu Rosa Flete: Yolanda Antonia Morel Flete (1943) și Filomena Morel Flete.

Autoportret, 1955 (Centrul Cultural Eduardo León Jimenes, Santiago)
Petrecere pe câmp, 1945
În tavernă, 1945